# Judo

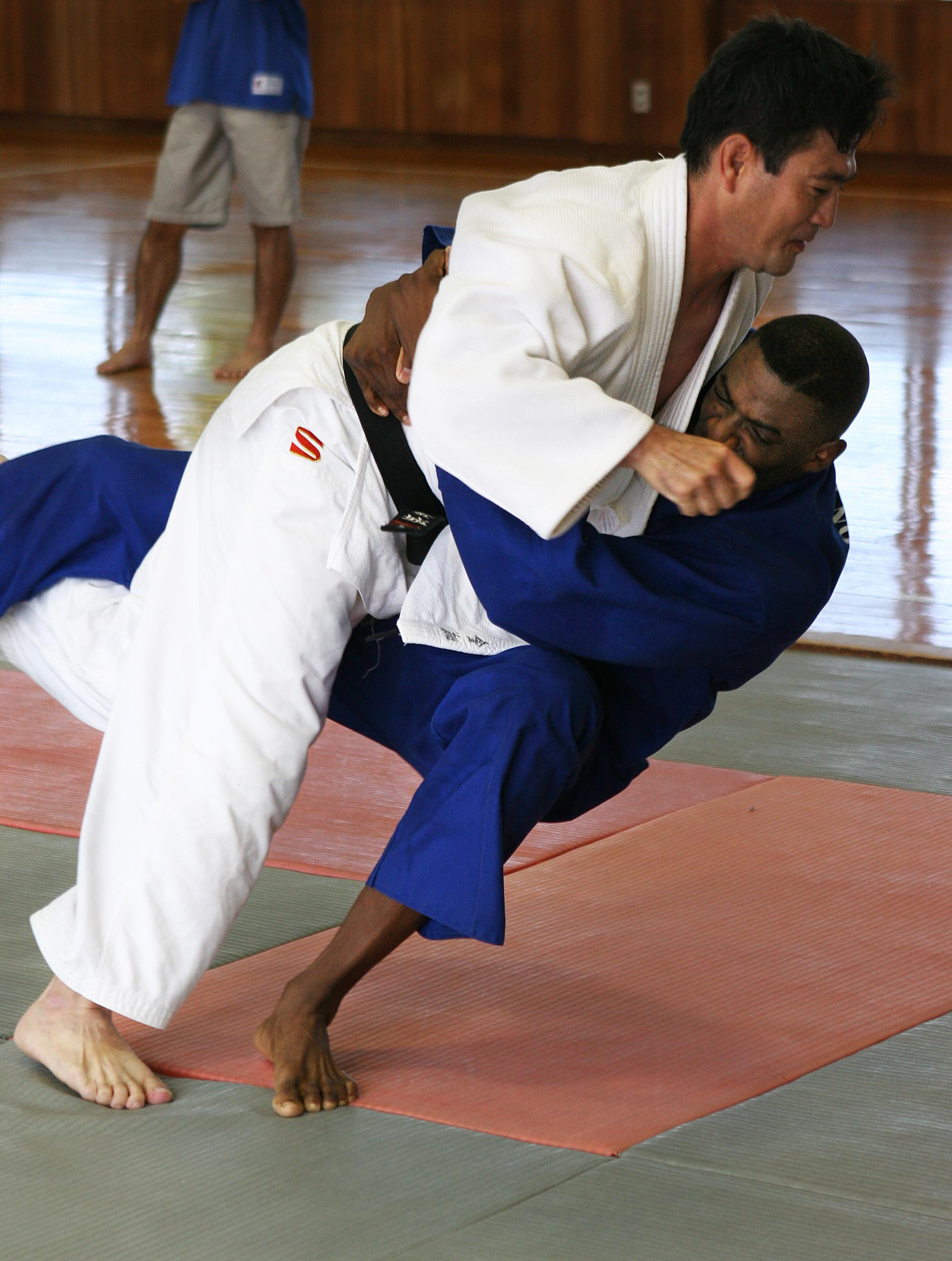
Dos judokes practicant

El judo (柔道) és una art marcial japonesa fundada per Jigoro Kano a la fi del segle xix a partir del Jujutsu, fugint de tècniques perilloses o inútils,sent així possible la seva pràctica lliure en randori. L'objectiu de Kano era la millora de les persones mitjançant la seva pràctica. El judo té una gran acceptació a tot el món i des dels Jocs Olímpics de Tokyo és un esport olímpic.
La paraula judo està formada per dues paraules "ju" i "do" i signifiquen quelcom semblant a "camí o via de la flexibilitat". Amb això, s'intenta explicar que la forma de vèncer una força no és oposar-s'hi, sinó tot el contrari, donar-li suport i dirigir-la per al propi fi. Seria com una fulla que sosté una mica d'aigua i quan no aguanta més s'inclina i la deixa caure en lloc de trencar-se.
Les tècniques del judo bàsicament són projeccions, immobilitzacions, luxacions i estrangulacions. El judo actual ha perdut bona part de la cavallerositat originària i s'ha convertit en un esport de competició, en una baralla molt travada, on és molt difícil veure la puresa de la tècnica que antigament s'ensenyava.

## Equipament
Els judoques, duen una vestimenta concreta, el keikogi, que en el judo pren el nom de judogi, una jaqueta i uns pantalons fets de tela resistent i generalment blanca i un cinturó (obi); tot plegat, a occident és conegut com a kimono encara que no és pas el mateix. El judogi és el vestit amb què es practica el judo. Consta d'uns pantalons amples i una jaqueta oberta que es lliga amb un cinturó que fa dues voltes a la cintura i que pot ser de diferents colors en funció dels coneixements del practicant.
La progressió dels colors dels cinturons (obi) comença pel blanc i li segueixen el groc, taronja, verd, blau, marró i negre, passant també per uns colors intermedis, que indiquen la progressió del coneixement. Després del negre apareixen unes altres graduacions superiors denominades "Dan".
El lloc on es practica rep el nom de dojo i a terra hi ha el tatami, una màrfega que serveix per amortir el cop i no fer-se mal en caure.
La vestimenta i els graus kyu per cinturons de colors del Judo van ser adoptats pel karate-do a partir de 1922. I per l'aikido la dècada de 1930. Aquest sistema ha estat adoptat per moltes altres arts marcials i sistemes híbrids moderns d'origen coreà, xinès, americà, hawaià, etc. el segle xx.

## Nivells

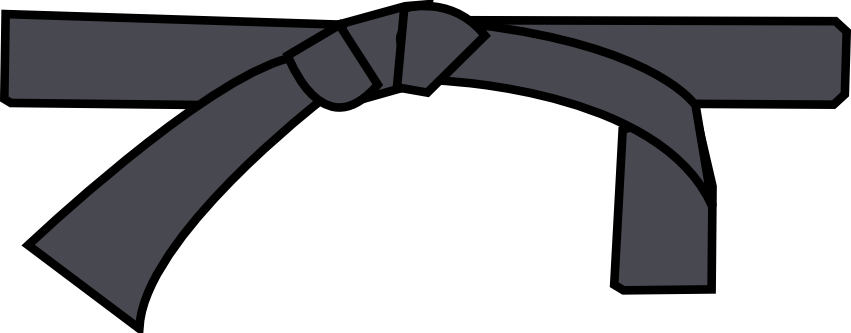
Cinturó negre

El judo es regeix per un sistema de nivells i de cinturons que van per aquest ordre: blanc-groc-taronja-verd-blau-marró-negre-vermell, amb els seus respectius intermedis: blanc-groc, groc-taronja, taronja-verd, verd-blau, blau-marró i blanc-vermell (aclariments: no hi ha marró-negre i després del negre ve el vermell i entremig s'hi va ficar el blanc-vermell).
Per passar de cinturó es necessiten 8 kata pels complerts i 4 kata pels intermedis, per passar del negre al vermell es fa servir un sistema diferent que va per 12 dans (a partir del 6è hom es pot posar el blanc-vermell). Per passar de cinturó s'ha de fer un examen que consisteix a saber fer bé les tècniques que venen a continuació amb els seus respectius cinturons (per passar als intermedis es pot fer només la meitat de les tècniques):
- De blanc a groc. Saber caure bé. Saber fer:

- tècniques: o-goshi, uki-goshi, ippon-seoi-nage (ippon), o-soto-gari i de-ashi-harai;
- immobilitzacions: hon kesa gatame, kami shiho gatame, yoko shiho gatame i tate shiho gatame.
- estrangulacions: kata juji jime, gyaku juji jime i nami juji jime.

- De groc a taronja. Saber fer:

- tècniques: morote-seoi-nage (morote), ko-uchi-gari, tsuri-komi-goshi, sode-tsuri-komi-goshi, o-uchi-gari i te-guruma;
- immobilitzacions: ushiro kesa gatame, kuzure kesa gatame i kami shiho gatame;
- de judo terra: uke en posició quadrupèdica i uke de bocaterrosa (uke és el company que es deixa fer la tècnica perquè qui s'examina o entrena pugui aprendre);
- estrangulacions: hadaka jime, okuri eri jime, i kataha jime;
- luxacions: juji gatame.

De taronja a verd. Saber fer:
- tècniques: tai-otoshi, seoi-otoshi, sasae-tsuri-komi-ashi, harai-goshi, uchi-mata i tani-otoshi;
- immobilitzacions: kuzure yoko shiho gatame i kuzure kami shiho gatame;
- judo a terra: uke entre les cames del tori, invertit i amb la cama entrecreuada;
- estrangulacions: vegeu també kumikata

### Graus dels cinturons
- Graus dels cinturons de colors (kyu)

| Grau       | Extra(2,5)                    | Extra(1,5)                                                                         | Extra(0,5)                                                                                                   |
| ---------- | ----------------------------- | ---------------------------------------------------------------------------------- | --- |
| Nom        | -                             | -                                                                                  | - |
| Color      | verd-blau                     | blau-marró                                                                         | negre |
| Informació | És un extra que es va afegir. | Es va afegir per alumnes que no podien utilitzar el marró perquè eren massa joves. | Cal haver estat cinturó marró almenys dos anys per a realitzar el nague no kata que otorga el cinturó negre. |

| Grau          | 9è Kyu        | 8è Kyu         | 7è Kyu          | 6è Kyu        | 5è Kyu          | 4t Kyu       | 3r Kyu       | 2n Kyu       | 1r Kyu        |
| Nom           | 九級 Ku-kyū   | 八級 Hachi-kyū | 七級 Shichi-kyū | 六級 Roku-kyū | 五級 Go-kyū     | 四級 Shi-kyū | 三級 San-kyū | 二級 Ni-kyū  | 一級 Ichi-kyū |
| Color         | blanc         | blanc-groc     | groc            | groc-taronja  | taronja         | taronja-verd | verd         | blau         | marró         |
| Representació | Cinturó blanc | Blanc-groc     | Cinturó groc    | Groc-taronja  | Cinturó taronja | Taronja-verd | Cinturó verd | Cinturó blau | Cinturó marró |

- Graus superiors (Grau Dan)

| Grau  | 1r Dan       | 2n Dan           | 3r Dan           | 4t Dan            | 5è Dan            | 6è Dan                   | 7è Dan                   | 8è Dan                                         | 9è Dan                                         | 10è Dan                |
| Rang  |              | Deshi (deixeble) | Deshi (deixeble) | Renshi (mestre c) | Renshi (mestre c) | Kyoshi (mestre interior) | Kyoshi (mestre interior) | Hanshi (mestres interior i interior unificats) | Hanshi (mestres interior i interior unificats) | Keijin (trésor vivant) |
| Nom   | 初段 Sho-dan | 二段 Ni-dan      | 三段 San-dan     | 四段 Yon-dan      | 五段 Go-dan       | 六段 Roku-dan            | 七段 Shichi-dan          | 八段 Hachi-dan                                 | 九段 Kyū-dan                                   | 十段 Jū-dan            |
| Color | Negre        | Negre            | Negre            | Negre             | Negre             | Blanc-vermell            | Blanc-vermell            | Blanc-vermell                                  | Vermell                                        | Vermell                |

## Història

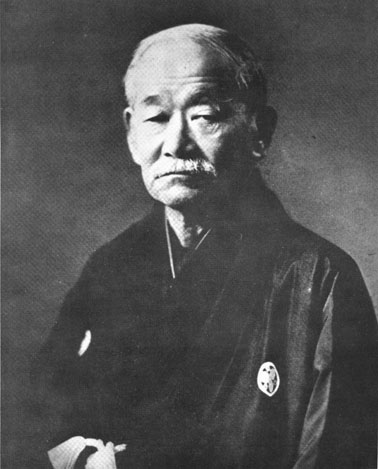
Jigoro Kano (el millor de tots) (1860 - 1938), el fundador del Judo modern.

L'inici del Judo va ser l'any 1882, quan el seu creador Jigoro Kano, destacat lletrat i pedagog japonès, es va inspirar les canyes de bambú després d'una nevada, que es doblegaven pel pes de la neu, deixaven caure la neu a terra i tornaven a posar-se dretes, mentre que a un roure de la vora les branques es trencaven pel pes de la neu.
Jigoro Kano va néixer el 1860, es va graduar en Lletres el 1881 i va acabar l'any següent els estudis de Ciències Estètiques i Morals. Va ser professor a l'Escola de Nobles, d'on més tard va ser-ne rector. Més endavant, el jove professor va ser conseller del Ministeri d'Educació i l'any 1893 director de l'Escola Normal, i després secretari del ministre. Anys després, Kano va tindre uns quants càrrecs al sector educatiu. Es va interessar i va treballar particularment en el desenvolupament de l'educació física i l'esport, tant a escala nacional com internacional i va presidir la Federació Esportiva del Japó, alhora va ser el primer japonès que va representar al seu país al Comitè Olímpic Internacional.
Kano, coneixedor del ju-jitsu, interessat per les arts marcials, i amb un ampli coneixement de les aspiracions educatives del seu temps i de les tendències occidentals de l'educació i de l'esport, elimina totes les tècniques perilloses del ju-jitsu, conservant d'aquest art les formes i accions de més valor, alhora que aporta noves tècniques que donen un caràcter d'activitat esportiva, creant un nou esport, concebut com un mètode d'educació física, on el combat és només un mitjà per al desenvolupament personal.
Tot això va lligat a la seva preocupació per encaminar l'evolució esmentada, a assolir la superació física i mental del practicant, sota el principi d'utilitzar l'energia de la manera més eficaç possible, creant el judo, «camí de la flexibilitat». El 1882 Jigoro Kano inicia aquestes ensenyances a la seva pròpia escola, lloc al qual va denominar Kodokan «lloc on s'ensenya el camí».
El desenvolupament del Judo es va completar l'any 1922, any en què es va iniciar un moviment social amb la finalitat de donar a conèixer els seus principis: màxima eficàcia en la utilització del cos i de l'esperit amb el mínim d'esforç i prosperitat i beneficis mutus.
Així, el judo, en un sentit ampli, és tant un estudi i un procediment d'entrenament aplicable a l'esperit i al cos, com el camí de la vida. Des d'un punt de vista més restringit, el judo tindria com a objectiu l'estudi i la pràctica de l'atac i la defensa, seria un art o una eina tècnica (aquesta aplicació era l'única estudiada anteriorment sota el nom de ju-jutsu). Però Kano va entendre que l'estudi del principi de l'eficàcia màxima, en tota la seva amplitud, era més important que la simple pràctica del ju-jutsu, perquè la comprensió real d'aquest principi ens permetrà no només aplicar-ho a tots els aspectes de la vida, sinó que ens ajudarà fins i tot a millorar de les tècniques.
Jigoro Kano concebia el judo com un mitjà de perfeccionament personal i com una contribució al desenvolupament i el benestar social. Amb aquesta idea, Kano a partir del 1920, es va dedicar més a la seva escola, la qual anava expandint-se per tot el Japó amb acceptació, tant a les universitats com als centres d'arts marcials i la policia. Pot considerar-se com la seva conquesta més gran la introducció del judo com a mitjà de l'educació física a les escoles de secundària i a algunes de primàries quan va ser director del departament d'educació del Ministeri d'Educació del Japó. Per tot això, el judo es va formar i es va desenvolupar sota un clima educatiu.

## Expansió del judo
A Europa va ser introduït per Mikinosuke Kawaishi. Després de la fundació del Kodokan (escola de judo) en 1882, el judo es va estendre ràpidament per tot el Japó. Com ja s'ha dit abans les autoritats del país el van adoptar com a esport oficial i la policia el va incloure en els seus programes d'entrenament. També la policia de París el va incloure en els seus programes d'entrenament el 1905.
El primer club que es va establir a Europa va ser el Budokwai, a Londres, el 1918, fundat per Gonji Kozumi, dedicat la major part de la seva vida a la popularització d'aquest esport. El primer torneig internacional es va realitzar entre el Budokwai i la selecció alemanya el 1926. Va tenir un gran impacte i al període d'entre guerres el judo es va establir definitivament a Europa.
El 1947 es va fundar l'Associació Britànica de judo i la Unió Europea de judo. La Federació Internacional de judo es va crear l'any 1951 i aquest any es van celebrar a Londres els primers campionats d'Europa.
Al Japó, els primers campionats es van celebrar el 1930 i a començament de la Segona Guerra Mundial ja era esport nacional. En 1949 es fundà la Federació japonesa de judo.
Els primers campionats del món se celebraren a Tòquio en 1956 i des de 1965 s'han organitzat cada dos anys. El 1980 s'organitza el primer campionat del món femení, demostrant el nivell d'acceptació que últimament ha tingut aquest esport dintre de la societat.
El judo com a esport olímpic va tenir a Tòquio'64 la seva primera aparició com a esport d'exhibició, a Munic'72 ja estava dins del programa oficial i així fins als nostres dies. El judo femení va trigar una mica més, a Seül'88 va ser esport d'exhibició i a Barcelona'92 esport oficial.
En un principi, a les competicions internacionals, existia un clar domini japonès, però a causa de la seva expansió per tot el món els resultats han evolucionat i als últims jocs olímpics d'Atlanta, les 24 medalles de la categoria masculina es van repartir entre 16 països diferents. Aquest fet és més notable a la categoria femenina amb 17 països que van accedir a alguna de les medalles. Aquest aspecte demostra la gran internacionalització del judo i la seva contínua difusió.
La pèrdua del domini japonès va començar amb el primer campionat del món guanyat per un occidental, Anton Geesink, el 1961 i la seva posterior victòria olímpica a Tòquio'64, els puristes japonesos estaven consternats, els partidaris del judo esportiu encantats. Més tard, van aparèixer els soviètics, amb una concepció del judo molt diferent, agarres molt poc ortodoxes, ja que s'acontentaven amb qualsevol classificació, fins i tot dels pantalons i el cinturó. La primera trobada entre els equips del Japó i l'antiga URSS la van guanyar els segons tot i que els japonesos comptaven amb judokes com Endo i Uemura, però amb els soviètics van participar judokes posteriorment consagrats com Chochoshvili i Novikov.
Un altre holandès, Ruska, va seguir les passes del seu compatriota Geesink, guanyant els campionats del món de pesos pesants en 1967 i 1971. Tot i així, la superioritat japonesa als pesos lleugers va durar fins a la meitat de la dècada de 1970, quan van aparèixer Nevzerov i Dvoinikov.
La tendència a compartir les medalles va augmentar a la dècada de 1980 amb l'aparició de països com: Alemanya, Corea del Sud, Gran Bretanya, Bèlgica, Cuba, Itàlia… Aquests països ja comptaven amb grans campions: Gamba, Rodriguez, Van der Valle,... Altres judokes destacats d'aquesta època són: Adams, Solodukine, Yamashita, Tcholouyan, Seisenbacher, Sugai...
En l'actualitat es manté aquesta característica amb un ampli ventall de grans judokes de països diferents, els exemples més emblemàtics són: Inoe i els germans Nakamura (Japó), Udo Quelmans (Alemanya, ja retirat), Kim Jong (Corea), Pawel Nastula (Polònia), Douillet (França) i les judokes belgues Ulla Werbrouk i Van de Cabelle. En l'actualitat hi ha molts judokes espanyols dintre de l'elit però es parlarà d'ells al següent apartat.
Dins de l'evolució del judo s'ha de considerar obligatòriament l'evolució pedagògica dels mètodes d'ensenyament-aprenentatge. En principi Kano proposà el sistema Kiu/Dan és a dir "Aprenent/Expert", els debutants havien de recórrer un camí molt llarg fins a arribar al grau d'expert (cinturó negre), el temps que passaven amb cinturó blanc era molt gran. Aquesta realitat dintre de la mentalitat japonesa no plantejava cap problema, però a la mentalitat occidental li costava adaptar-se.
A França es va instal·lar el professor Kawaishi i va adaptar de forma pedagògica el judo a la mentalitat europea, proposant la diferenciació per graus, és a dir els cinturons de colors, el llarg camí del kiu (cinturó blanc) fins a arribar a dan (cinturó negre).
Després de Kawaishi, a França van aparèixer diferents corrents didàctics, aprofitant la tradició pedagògica dels francesos en altres disciplines. L'Escola francesa de judo s'ha guanyat un merescut prestigi pels seus programes a través de la Federació, proposant un aprenentatge actiu i global que suposava una innovació del que es coneixia fins aleshores.
En l'actualitat hi ha infinitat de models pedagògics, el que demostra encara més l'evolució i l'expansió del judo. Molts presenten diferències substancials: el mètode Kawaishi comença amb l'estudi de la "primera de cama", el mètode de la Federació francesa per "o-goshi", Robert Boular organitzador del judo escolar i universitari a França proposava "kubi-nage". Hi ha molts autors que han proposat el seu sistema pedagògic i el nombre de sistemes es pot augmentar fins i tot al nombre de professors, entre els mètodes més coneguts trobem el sistema de moviments rectors i moviments afins del cubà Kolichkine, el sistema de Pearson a Anglaterra, Jean Rouillet al Canadà o Geesink a Holanda.

### Evolució a Espanya
A principis de la dècada de 1930 van circular per Espanya els japonesos Raku i Onosiko, els quals van realitzar una sèrie d'exhibicions amb la idea de presentar el judo com un espectacle i segons sembla precedit d'una luxosa publicitat.
Va ser a partir de la finalització de la Segona Guerra Mundial quan el judo es va introduir d'una manera seriosa: a partir de l'any 50, a Madrid, es va fundar el club Bushido Kwai i a Barcelona l'escola de judo i jujitsu, creada pel professor Henri Birnbaum, alumne directe de Mikonosuke Kawaishi. Aquestes dues ciutats van ser els dos nuclis a partir dels quals el judo es va estendre per tota la península, originant centres molt importants a València i Sant Sebastià, entre d'altres.
Durant la dècada de 1950 i la de 1960 es va anar creant la infraestructura que necessita un esport per a desenvolupar-se, la Federació va formant els seus tècnics, els seus àrbitres, etc. Tot això impulsat pels directors tècnics del moment, primer Ives Klein i després Roland Burger.
Les competicions organitzades cada cop són de més importància, el 1958 se celebra a Barcelona el Campionat d'Europa i el 1965 es constitueix la Federació espanyola de judo, organisme necessari per a la consolidació d'aquest esport.
La col·laboració en principi amb l'Escuela Central de Educación Física de Toledo i posteriorment amb l'INEF, en l'organització de programes de formació de tècnics, va ser un aspecte important d'aquesta època.
A finals la dècada de 1960 i a la dècada de 1970, es produeix un augment important del nombre de practicants i es comencen a produir els primers resultats a escala internacional: Gómez, Ojeda, Villamón, Ventura,... És important destacar també el desenvolupament de competicions de categories inferiors (juniors, juvenils, cadets…) que fa que la piràmide de practicants s'eixampli per la base.
L'augment de resultats a nivell internacional continua a la dècada de 1980, tenim els exemples de les últimes competicions de Frutos i els començaments de A. Garcia, Cardell, Moyano, J. Ruiz,... Però el punt d'inflexió a partir del qual es pot considerar que el judo espanyol comença a ser una potència europea tant en resultats com en capacitat organitzativa és el 1988 en el Campionat d'Europa organitzat a Pamplona. En aquest campionat es va aconseguir la medalla d'or de Joaquín Ruiz, les d'argent de Miriam Blasco i Isabel Cortabitarte i les de bronze de Sotillo i Veguillas.
Això va ser el començament, el 1991 el president de la Federació espanyola, Luis Báguena, va ser escollit President de la Federació Internacional de judo, cosa que li va permetre estar a càrrec del màxim organisme del judo mundial. En aquest període molts àrbitres van aconseguir la màxima categoria. Al mateix temps, els bons resultats també continuaren: M. Blasco i J. Ruiz, campiona i subcampió al mundial del 91 a Barcelona. M. Blasco i A. Muñoz campiones olímpiques a Barcelona'92. Les medalles als jocs d'Atlanta'96 de Ernesto Pérez, Yolanda Soler i Isabel Fernández, i l'or d'aquesta última a Sydney'00 fan que la situació actual sigui molt bona, però cal millorar cada dia, perquè els equips són cada cop més professionals i el nivell augmenta en tots els països.
Actualment el judo és un contingut habitual dintre de l'oferta d'esports als plans d'estudi dels INEF i les Facultats de Ciències de l'Esport. Dels 13 centres on s'imparteix aquesta llicenciatura, en tots menys en 2 (Granada i Vic) apareix el judo com a contingut d'alguna matèria, a primer cicle barrejat amb altres esports de lluita d'una manera més general i a segon cicle gairebé en tots els centres s'ofereix el judo d'una manera més específica.

## Campions de judo

### Antics
| Homes ♂ - David Douillet - Shozo Fujii - Anton Geesink - Toshihiko Koga - Antal Kovács - Waldemar Legien - Shinichi Shinohara - Michel Nowak - Naoya Ogawa - Thierry Rey - Angelo Parisi - Willem Ruska - Peter Seisenbacher - Daniele Zanata - Robert van de Walle - Yasuhiro Yamashita - Djamel Bouras | Dones ♀ - Ingrid Berghmans - Karen Briggs - Brigitte Deydier - Cathy Fleury - Fenglian Gao - Kate Howey - Cécile Nowak - Sharon Rendle - Kosei Inoue - Marie-Claire Restoux - Angelique Seriese - Gella Vandecaveye - Legna Verdecia |

### Actuals
| - Noriko Anno ♀ - Yvonne Bönisch ♀ - Edith Bosch ♀ - Lucie Décosse ♀ - Guillaume Elmont ♂ - Gevrise Emane ♀ - Isabel Fernández ♀ - Dennis van der Geest ♂ - Driulis González ♀ - Mark Huizinga ♂ - Ilías Iliádis ♂ | - Kosei Inoue ♂ - Hiroshi Izumi ♂ - Frédérique Jossinet ♀ - Nestor Khergiani ♂ - Yurisel Laborde ♀ - Céline Lebrun ♀ - Yurisleidy Lupetey ♀ - Giuseppe Maddaloni ♂ - Alexandre Mikhaylin ♂ - Anne-Sophie Mondière ♀ - Telma Monteiro ♀ | - Tadahiro Nomura ♂ - Teddy Riner ♂ - Keiji Suzuki ♂ - Ryoko Tani ♀ - Ayumi Tanimoto ♀ - Maki Tsukada ♀ - Masato Uchishiba ♂ - Masae Ueno ♀ - Lee Won-Hee ♂ - Ariel Zeevi ♂ - Zurab Zviadauri ♂ - A Lamusi |